# 元鷙
元鷙（473年—541年7月17日），字孔雀，河南郡洛阳县（今河南省洛阳市东）人，追尊魏平文帝拓跋郁律后裔，北魏宗室、官员。

## 生平
元鸷体格魁梧雄壮，腰带十围，在太和二十年（496年）以给事中为起家官，转任羽林队仗副。魏孝文帝元宏末年，元鸷因为征討有功，获赐爵晋阳男。正始年间，元鸷转任直寝。永平年间，出任直阁将军。延昌年间，元鸷出任左军将军，直阁如故，受到敕令出使六州一镇慰劳当地的领民酋长后返回，出任龙骧将军、武卫将军。熙平元年（516年），元鸷出任散骑常侍，抚巡六镇大使。神龟年间，元鸷出任银青光禄大夫、武卫将军如故。正光元年（520年），元鸷加金紫光禄大夫。正光二年（521年），元鸷出任使持节、都督柔玄怀荒抚冥三镇诸军事、抚军将军、柔玄镇大将。正光五年（524年）十二月，朝廷遣都督章武王元融讨伐胡蜀贼寇失利，就命令元鸷分头讨伐，派遣元鸷代任都督，出任北中郎将、抚军将军如故。
建义元年四月庚子（528年5月17日），尔朱荣发动河阴之变，杀戮北魏朝廷大臣，元鸷和尔朱荣一起登上高山顶低头观看，从此之后和尔朱荣联合。元鸷此后征北将军、护军将军，兼领左卫将军，封昌安县开国侯，食邑八百户，以原本的爵位晋阳男授予第三子元季彦。当年七月，元鸷以本官出任领军将军、京畿都督。十月，元鸷出任卫将军，原本官职如故。永安二年（529年），元颢进攻洛阳，元鸷跟随魏孝庄帝元子攸向北渡过黄河，到了河内郡之后，魏孝庄帝想要入城，元鸷上奏说：“河内白天闭门，我们夜间进入，这事的意向难以推测估量。自有原本的计谋，希望马上出发。”魏孝庄帝听从了元鸷的意见，前行到建州上党郡长子县。五月丁丑（529年6月18日），魏孝庄帝任命元鸷为车骑大将军、仪同三司、中军大都督，改封华山郡王，食邑一千户，总计一千八百户，护军领军如故。尔朱荣前来援助，于是再度攻入洛阳。当年八月，元鸷出任营法驾仗都将。十一月，元鸷出任散骑常侍、骠骑大将军、仪同三司、华山郡王，其余官职如故。魏孝庄帝杀死尔朱荣后，尔朱荣的堂侄尔朱兆作乱，魏孝庄帝想要率领各路军队亲自征讨，元鸷与尔朱兆暗中勾结，劝魏孝庄帝说：“黄河宽至万仞，怎么可能很快渡过？”魏孝庄帝于是自以为安全。等到尔朱兆进入宫殿，元鸷又约束阻止殿中卫兵，不让他们与尔朱兆的部下打斗。魏孝庄帝受到逼迫，京城遭到破坏，都是因为元鸷的谋划。魏节闵帝元恭登基后，尔朱兆因为自己没有参与谋划，大为愤怒怨恨，将要进攻尔朱世隆。普泰元年（531年）四月，元鸷加侍中、兼任尚书仆射，慰劳大使、骠骑大将军、华山郡王，其余官职如故，奉命前往劝慰尔朱兆。永熙二年（533年）四月，元鸷出任使持节、都督徐州诸军事、骠骑大将军、加开府、当州大都督、徐州刺史、侍中、华山郡王如故，高欢派遣大都督邸珍夺取了元鸷的锁匙。天平二年（535年）三月甲寅（535年4月25日），元鸷入朝担任大司马，加侍中，华山郡王如故。
元鸷有武艺，质朴少言语，性格方正忠厚，经常在宫中临时值勤，即便是暑期也不脱衣帽。元鸷曾经参与侍中高岳的宴会，咸阳王元坦依仗力气酒后任性，欺负全席的人，众人都向他低头，不敢应答。元坦对元鸷说：“孔雀老武官，因为什么得到封王？”元鸷马上回答：“斩下反贼元禧的首级，所以得到封王。”元禧正是元坦的父亲，众人都惊慌变色，元鸷却还是之前的样子。兴和三年六月九日（541年7月17日），元鸷去世，虚岁六十九，当年十月廿二日（541年11月25日）葬于邺县武城的北原，朝廷赠予假黄钺、侍中、尚书令、司徒公、都督定冀瀛沧四州诸军事、骠骑大将军、冀州刺史，谥号武烈。

## 墓志
元鸷的墓志首题《魏故假黃鉞侍中尚書令司徒公都督定冀瀛滄四州諸軍事驃騎大將軍冀州刺史華山王墓誌銘》，由元鸷的朋友车骑大将军、秘书监常景所撰。

## 其他
元鸷生性典雅方正，话不多清廉谨慎，常常在宫中休息，遇到炎热的夏季也不脱衣服和帽子

## 家庭

### 祖父
- 拓跋陵，北魏散骑常侍、征虏将军、并州刺史[3]

### 父亲
- 拓跋肱，北魏散骑常侍、抚军将军、冀州刺史[3]

### 兄弟姐妹
- 兰陵公主

### 夫人
- 公孙甑生（？—537年），北魏给事中、义平子公孙顺孙女，大鸿胪少卿、营州大中正、使持节、冠军将军、燕州刺史、义平子公孙冏之女[20]

### 子女
- 元大器，北魏华山王
- 元伏和
- 元季彦，北魏晋阳男[3]